# 문자별 언어 목록
이 문서는 사용문자에 따른 언어목록을 나타낸다. 배열순서는 문자를 사용하는 언어가 많은 순서에 따랐으며, 특기사항이 있는 경우 괄호안에 표시하였다. 과거에 특정 언어에 쓰였으나, 현재는 사용하지 않는 문자는 †를 붙였다. 인도계 문자는 공통의 문자에서 파생되어 서로 밀접하게 연관되어 있으므로, 하나의 항목으로 묶었다.

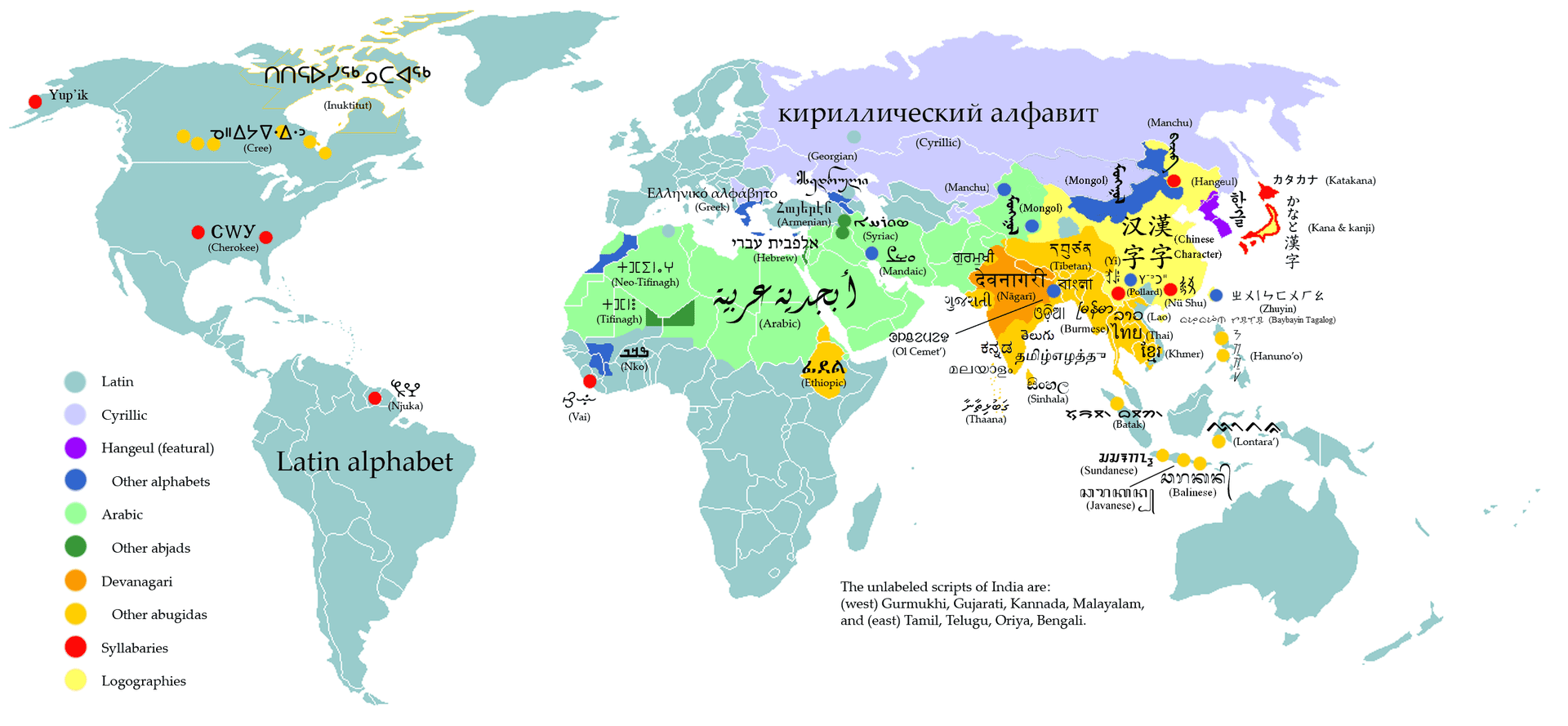
세계의 문자분포

## 로마자

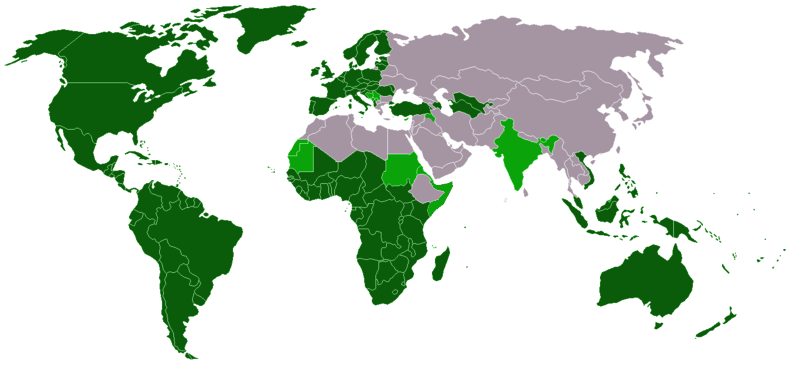
로마자 사용지역

## 키릴 문자

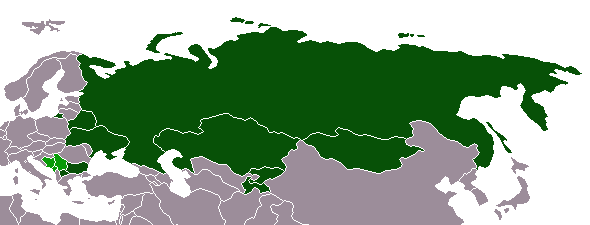
키릴 문자 사용지역

## 아랍 문자
- 아랍어
- 이집트 아랍어
- 페르시아어
- 우루두어
- 파슈툰어
- 신디어
- 위구르어
- 발루치어
- 카슈미르어 (인도쪽이나 힌두교도는 데바나가리 문자 사용)
- 말레이어 (주로 로마자를 쓰며 제한적으로 사용)
- 쿠르드어 (이란및 이라크의 쿠르드족이 사용)
- 하우사어 (로마자 사용이 보편적)
- 펀자브어 (파키스탄에서 사용)
- 오스만 투르크어 †
- 보스니아어 † (보스니아 이슬람교도들이 사용했음)
- 베르베르어 (티피나그 문자, 로마자도 사용)

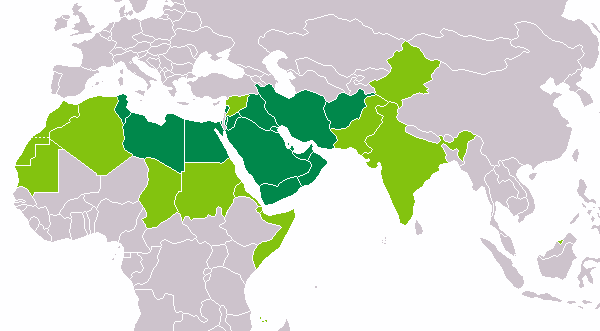
아랍문자 사용지역;진한 녹색:유일사용 연한녹색:다른 문자와 병행 또는 제한적 사용

## 한자
- 중국어: (표준어, 보통화)
- 광둥어
- 상하이어
- 민난어
- 하카어
- 간어
- 샹어
- 진어
- 차오저우어
- 한문
- 한국어(대한민국에서 일부 한글과 혼용)
- 일본어(가나문자와 상시 혼용)
- 베트남어 †

### 한자에서 파생한 문자들

#### 거란 문자
- 거란어 †

#### 여진 문자
- 여진어 †

#### 서하 문자
- 서하어 †

#### 고장자(古莊字)
- 좡어 †

#### 쯔놈
- 베트남어 †

#### 이두,향찰,구결

한자 사용지역

- 한국어 †

## 인도계 문자
인도계 문자는 산스크리트어의 구어체인 프라크리트를 표기하는 브라흐미 문자를 시초로 하여, 모두 여기에서 파생되었다.

### 북인도 및 방글라데시

#### 데바나가리 문자
- 힌디어
- 마라티어
- 산스크리트어
- 네팔어
- 보지프푸리어
- 카슈미르어 (파키스탄 쪽은 아랍 문자를 사용)

#### 벵골 문자
- 벵골어
- 아삼어

#### 오리야 문자
- 오리야어

#### 구르무키 문자
- 펀자브어

#### 구자라트 문자
- 구자라트어
- 쿠치어

#### 마니프리 문자
- 마니프리어 (데바나가리 문자 사용이 일반적)

### 남인도

#### 타밀 문자
- 타밀어

#### 칸나다 문자
- 칸나다어

#### 텔루구 문자
- 텔루구어

#### 말라얄람 문자
말라얄람어

### 스리랑카

#### 신할라 문자
- 신할라어

### 티베트, 부탄,네팔 및 중국 일부

#### 티베트 문자
- 티베트어
- 종카어

#### 렙차 문자
- 렙차어

#### 림부 문자
- 림부어

### 동남아시아(대륙)

#### 미얀마 문자
- 미얀마어
- 카렌어

#### 라오 문자
- 라오어

#### 타이 문자
- 태국어

#### 크메르 문자
- 캄보디아어

### 동남아시아(도서지역)

#### 자와 문자
- 자와어 (장식용등 제한적 사용)

#### 발리 문자
- 발리어 (장식용등 제한적 사용)

#### 부기 문자
- 부기어

#### 마카사르 문자
- 마카사르어

#### 하누노 문자

인도계 문자 사용지역

- 하누노어 †

## 히브리 문자
- 히브리어
- 이디시어
- 라디노어(로마자도 사용)
- 유대-페르시아어(아랍문자도 사용)
- 유대-아랍어 (아랍문자도 사용)
- 아람어 (아람문자도 사용)

## 시리아 문자
- 아시리아어(신 아람어)
- 시리아어
- 보탄 신아람어
- 찰딘 산아람어
- 소레트어
- 아랍어 (보통 아랍문자사용)

## 캐나다 음절문자
- 이누이트어
- 크리어
- 오지붸어
- 블랙풋어
- 나스카피어
- 캐리어어

## 조지아 문자
- 조지아어
- 라즈어
- 스반어
- 메그렐어

## 에티오피아 문자
- 암하라어
- 게즈어
- 티그리냐어

## 그리스 문자
- 그리스어
- 가가우즈어 †
- 알바니아어,토스크 방언 †
- 아로마니아어 †

### 그리스 문자의 파생
- 콥트어 (콥트문자는 그리스 문자 서체에서 변형 발전)
- 고트어 고트문자는 그리스 문자 서체에서 변형 발전)

## 가나 (문자)
- 일본어
- 오키나와어 (정식으로 공인된 표기법은 아님)
- 아이누어 (가타카나만으로 표기,로마자도 사용)
- 대만어 †

## 티피나그 문자
모두 베르베르어 계통으로서, 아랍 문자및 로마자도 사용한다.
- 티피나그어
- 투아레그어
- 카바일어

## 몽골 문자
- 몽골어 (내몽골 자치주에서 사용, 몽골은 키릴 문자사용)
- 만주어
- 시버어

## 이 문자
- 로로어
- 눠쑤어

## 아르메니아 문자
- 아르메니아어

## 한글
- 한국어
- 제주어
- 찌아찌아어 (한글을 비공식적으로 사용, 로마자를 공식적으로 사용)

## 폴라드 먀오 문자
- 먀오어

## 프레이저 문자
- 리수어

## 체로키 문자
- 체로키어

## 로바쉬 문자
- 헝가리어 †

## 바이바이인 문자
- 타갈로그어 †

## 군둘 문자
- 찌아찌아어 †